# 佐孝康夫
佐孝 康夫（さこう やすお、1953年3月10日 - ）は、日本の音楽プロデューサー、作曲家、編曲家、ピアニスト、キーボーディスト。ロックバンド「葡萄畑」メンバー。

## 来歴
上智大学在学中にロックバンド「葡萄畑」（佐々木誠：Vocal & Bass、青木和義：Vocal & Mandolin他、本間芳伸：Guitar & B.Vocal、佐孝康夫：Keyboards、武末充敏：Vocal & Drums(前期)、河合誠一マイケル：Drums(後期)）を結成。
ポリドール・レコードより、1st Album『葡萄畑』、2nd Album『スロー・モーション』3rd Album『キング・オブ・リクリエイション』を発表。
同バンド解散後、音楽プロデューサー、作曲家、編曲家、ピアニスト、キーボーディストとして精力的に活動開始。海援隊・武田鉄矢をサポート。谷村新司のバンドマスターを務める。ウィーン交響楽団プロジェクトとレコーディング・コンサートを成功させる。
近年はTV-CM音楽等の映像音楽、またミュージカルに於いて宮本亜門の作品の音楽監督、サンリオピューロランドに於けるショウを多数手掛け、高い評価を得ている。
音楽プロデューサー牧田和男と若手アーティストの発掘や育成に助力。船川利夫の晩年の助手を務める。

## 主な作品
50音順
- オユンナ「初恋」「花」（編曲）
- 海援隊「遠い祭り」（編曲）
  - 武田鉄矢「少年期」（作曲）「遠い海から来たあなた」
- 神園さやか「悲しみのほとりで」「道〜ふるさとから遠く離れて〜」（編曲）
- 氣志團「One Night Carnival 2013」「恋人(2013)」「俺達には土曜日しかない(2013)」（ストリングスアレンジ）
- Cocco「Heaven's hell」（ストリングスアレンジ）
- スムルース「冬色ガール」（ストリングスアレンジ）
- 谷村新司「三都物語」（編曲）
- 火野正平「今年の薔薇」（編曲）『ウーマンたちへの子守唄』（全編曲）
- 真島茂樹「花吹雪 不夜恋」「宝島伝説〜ワクワク愛の伝道師〜」（編曲）
- 松平健『THE VOICE〜セルフカバーアルバム』（編曲）
- 薬師丸ひろ子「卒業式から」「SmileスマイルSmile」（作曲・編曲）
- LOST IN TIME「昨日の事」

### CM音楽
- 王子ネピア/おしり讃歌
- JAL
- 三菱電機
- 東芝
- エスエス製薬
- トヨタ自動車
- 学習研究社
- 花王
- ミツカン
- 公文式
- 日糧製パン
- ベネッセ
- バンダイ
- エルセーヌ
- 河合塾

### 舞台
- サンリオ音楽監督
  - 「ハローキティ・ドリームレビュー2」（2002年）
  - 「海のメルヘン」（2008年）
  - ｢ハローキティ のラブリーステージ!｣ （2011年）
  - ｢アイルーとキティのトレジャーハンティング｣（2011年）
- 「マツケン in 東京ドーム」編曲（2005年3月8日）[4]
- オリエンタルランド「みつばち マーヤの冒険」音楽監督（2007年）
- ミュージカル「亜門版ファンタスティックス」音楽監督（2010年）
- ミュージカル「ピノキオ〜または白雪姫の悲劇〜」編曲（2013年）
- ミュージカル「メリリーウィーロールアロング〜それでも僕らは前へ進む〜」音楽監督（2013年）
- 演劇 劇団め組「祭り芝居／鼠小僧」音楽担当（2014年）

### ゲーム
- PS2「グランツーリスモ4」（編曲）
- グランツーリスモ5プロローグ（作曲・編曲）
- チョコボの不思議なダンジョン（オーケストレーション）
- テイルズ オブ フェスティバル（作曲・編曲）
- モンスターハンター2（オーケストレーション）
- ワイルドアームズMusic the Best-feeling wind-（編曲）

### その他
- 東京モーターショー（1999年）
- 愛・地球博 / 日本科学未来館ジオスペース（音楽）（2005年）
- 東京スカイツリー天空オープニング作品「星空は時を超えて」（音楽）（2012年）[5]